# 小脆蒴报春
小脆蒴报春（学名：Primula cunninghamii）为报春花科报春花属下的一个种。

## 扩展阅读
- 維基物種上的相關：小脆蒴报春